# Banknoty Polskiej Krajowej Kasy Pożyczkowej (1919–1923)
Banknoty Polskiej Krajowej Kasy Pożyczkowej (1919–1923) – banknoty denominowane w markach polskich emitowane przez Polską Krajową Kasę Pożyczkową od stycznia 1919 r.

## Historia banknotów Polskiej Krajowej Kasy Pożyczkowej po pozyskaniu niepodległości w 1918 r.
Po odzyskaniu niepodległości w 1918 r. rząd polski zmuszony był przejąć i utrzymać działalność Polskiej Krajowej Kasy Pożyczkowej jako tymczasowej instytucji bankowo-emisyjnej. Pierwszą emisją pieniądza papierowego, z datą 15 stycznia 1919 r., wprowadzoną do obiegu 11 lutego 1919 r., był banknot o nominale 500 marek polskich. Nie odbiegał on zasadniczo wzorem od niemieckich emisji Generalnego Gubernatorstwa Warszawskiego. Bardzo mocno nawiązywał formą do not Kreisa, którego nazwiskiem określano popularnie banknoty okupacyjne. Powodem tego była nie tylko pilna potrzeba druku polskich już pieniędzy papierowych, ale obawa, że zbyt duże różnice w wyglądzie nowych banknotów mogą spowodować ich niechętne przyjmowanie przez ludność. Jedynie w tekście zawarta była klauzula o odpowiedzialności Państwa Polskiego za wymianę banknotu na przyszłą polską walutę. Banknoty te wydrukowano w Warszawie, w Zakładach Graficznych B. Wierzbickiego.
Drugim wpuszczonym do obiegu banknotem, o oryginalnej szacie graficznej, była stumarkówka z datą emisji 15 lutego 1919. Projektantem tego znaku pieniężnego jak również czterech następnych (1, 5, 20 i 1000 marek emisji 17 maja 1919 r.) był grafik Adam Jerzy Półtawski. Na banknotach umieszczono portrety polskich bohaterów narodowych: Tadeusza Kościuszki i Wojciecha Bartosza Głowackiego. Były one drukowane zarówno w Zakładach Graficznych B. Wierzbickiego jak i wielu innych prywatnych drukarniach Warszawy.
W związku z dużym zapotrzebowaniem prywatne drukarnie nie nadążały z drukiem. Dodatkowo papiery projektu Półtawskiego okazały się bardzo łatwe do sfałszowania. Z tych powodów w sierpniu 1919 r. skierowano zamówienie do drukarni państwowej w Wiedniu (Wiener Staatsdruckerei), którą opuściły zaprojektowane tam i wydrukowane dwie emisje marek polskich, z datą 1919 i 1920, o nominałach od ½ do 5000 marek polskich. Banknoty powtarzały drukowane wcześniej nominały, ale były w znacznie bezpieczniejszej a zarazem efektowniejszej i ujednoliconej formie graficznej. Do ich zaprojektowania wykorzystano elementy z obiegowych banknotów austriackich. Polskim akcentem tych emisji, wykonanych w typowym stylu wiedeńskiej secesji, były medaliony z portretami królowej Jadwigi i Tadeusza Kościuszki. Wiedeński drukarz uzależnił druk banknotów od dostawy polskiego węgla i benzyny, które to życzenie zostało przez stronę polską spełnione.
W związku z nasilaniem się inflacji państwo wciąż pokrywało poważne niedobory budżetowe zwiększając emisję pieniądza. Nominały inflacyjne, całkowicie odbiegające graficznie od serii wiedeńskich,  zaczęto wprowadzać w 1922 r. Pierwszym papierem z tej kategorii było 10 000 marek polskich emisji 11 marca 1922, a drugim 50 000 marek emisji 10 października tego samego roku. W 1923 r. inflacja przerodziła się w hiperinflację sięgając szczyt na początku 1924 r. Najwyższym nominałem inflacyjnym wprowadzonym pod koniec 1923 r. było 10 000 000 marek polskich, choć przygotowywano się również do wprowadzenia na początku 1924 r. banknotu o nominale 50 000 000 marek polskich.
Wszystkie banknoty Polskiej Krajowej Kasy Pożyczkowej emitowane od początku 1919 r. wycofano 1 lipca 1924, po dwóch miesiącach od wejścia w życie reformy walutowej Władysława Grabskiego.

## Emisja 15 stycznia 1919[12][11]

### Banknot obiegowy
| Nominał            | Awers banknotu | Rewers banknotu | Charakterystyka          |
| ------------------ | -------------- | --------------- | ------------------------ |
| 500 marek polskich |                |                 | Emisja: 15 stycznia 1919 |

### Wzory
| Nominał            | Awers banknotu | Rewers banknotu |
| ------------------ | -------------- | --------------- |
| 500 marek polskich |                |                 |

## Emisja 15 lutego 1919[15][11]

### Banknot obiegowy
| Nominał            | Awers banknotu | Rewers banknotu | Charakterystyka        |
| ------------------ | -------------- | --------------- | ---------------------- |
| 100 marek polskich |                |                 | Emisja: 15 lutego 1919 |

### Wzory
| Nominał            | Awers banknotu | Rewers banknotu |
| ------------------ | -------------- | --------------- |
| 100 marek polskich |                |                 |
|                    |                |                 |

## Emisja 17 maja 1919[17][11]

### Banknoty obiegowe
| Nominał             | Awers banknotu | Rewers banknotu | Charakterystyka      |
| ------------------- | -------------- | --------------- | -------------------- |
| 1 marka polska      |                |                 | Emisja: 17 maja 1919 |
| 5 marek polskich    |                |                 | Emisja: 17 maja 1919 |
| 20 marek polskich   |                |                 | Emisja: 17 maja 1919 |
| 1000 marek polskich |                |                 | Emisja: 17 maja 1919 |

### Wzory
| Nominał             | Awers banknotu | Rewers banknotu |
| ------------------- | -------------- | --------------- |
| 1 marka polska      |                |                 |
| 5 marek polskich    |                |                 |
| 20 marek polskich   |                |                 |
| 1000 marek polskich |                |                 |

## Emisje wiedeńskie

### 23 sierpnia 1919[19][11]

#### Banknoty obiegowe
| Nominał             | Awers banknotu | Rewers banknotu | Charakterystyka          |
| ------------------- | -------------- | --------------- | ------------------------ |
| 1 marka polska      |                |                 | Emisja: 23 sierpnia 1919 |
| 5 marek polskich    |                |                 | Emisja: 23 sierpnia 1919 |
| 10 marek polskich   |                |                 | Emisja: 23 sierpnia 1919 |
| 20 marek polskich   |                |                 | Emisja: 23 sierpnia 1919 |
| 100 marek polskich  |                |                 | Emisja: 23 sierpnia 1919 |
| 500 marek polskich  |                |                 | Emisja: 23 sierpnia 1919 |
| 1000 marek polskich |                |                 | Emisja: 23 sierpnia 1919 |

#### Wzory
| Nominał             | Awers banknotu | Rewers banknotu |
| ------------------- | -------------- | --------------- |
| 1 marka polska      |                |                 |
| 5 marek polskich    |                |                 |
| 20 marek polskich   |                |                 |
| 100 marek polskich  |                |                 |
| 500 marek polskich  |                |                 |
| 1000 marek polskich |                |                 |
|                     |                |                 |

### 7 lutego 1920[21][11]

#### Banknoty obiegowe
| Nominał             | Awers banknotu | Rewers banknotu | Charakterystyka       |
| ------------------- | -------------- | --------------- | --------------------- |
| ½ marki polskiej    |                |                 |                       |
| 5000 marek polskich |                |                 | Emisja: 7 lutego 1920 |

#### Wzory
| Nominał             | Awers banknotu | Rewers banknotu |
| ------------------- | -------------- | --------------- |
| ½ marki polskiej    |                |                 |
| 5000 marek polskich |                |                 |

## Emisje inflacyjne

### 11 marca 1922[23][11]

#### Banknot obiegowy
| Nominał               | Awers banknotu | Rewers banknotu | Charakterystyka |
| --------------------- | -------------- | --------------- | --------------- |
| 10 000 marek polskich |                |                 |                 |

#### Wzory
| Nominał               | Awers banknotu | Rewers banknotu |
| --------------------- | -------------- | --------------- |
| 10 000 marek polskich |                |                 |

### 10 października 1922[25][11]

#### Banknot obiegowy
| Nominał               | Awers banknotu | Rewers banknotu | Charakterystyka              |
| --------------------- | -------------- | --------------- | ---------------------------- |
| 50 000 marek polskich |                |                 | Emisja: 10 października 1922 |

#### Wzory
| Nominał               | Awers banknotu | Rewers banknotu |
| --------------------- | -------------- | --------------- |
| 50 000 marek polskich |                |                 |

### 25 kwietnia 1923[27][11]

#### Banknot obiegowy
| Nominał                | Awers banknotu | Rewers banknotu | Charakterystyka          |
| ---------------------- | -------------- | --------------- | ------------------------ |
| 250 000 marek polskich |                |                 | Emisja: 25 kwietnia 1923 |

#### Wzory
| Nominał                | Awers banknotu | Rewers banknotu |
| ---------------------- | -------------- | --------------- |
| 250 000 marek polskich |                |                 |

### 30 sierpnia 1923[29][11]

#### Banknoty obiegowe
| Nominał                  | Awers banknotu | Rewers banknotu | Charakterystyka          |
| ------------------------ | -------------- | --------------- | ------------------------ |
| 100 000 marek polskich   |                |                 | Emisja: 30 sierpnia 1923 |
| 500 000 marek polskich   |                |                 | Emisja: 30 sierpnia 1923 |
| 1 000 000 marek polskich |                |                 | Emisja: 30 sierpnia 1923 |

#### Wzory
| Nominał                  | Awers banknotu | Rewers banknotu |
| ------------------------ | -------------- | --------------- |
| 100 000 marek polskich   |                |                 |
| 500 000 marek polskich   |                |                 |
| 1 000 000 marek polskich |                |                 |

### 20 listopada 1923[31][11]

#### Banknoty obiegowe
| Nominał                   | Awers banknotu | Rewers banknotu | Charakterystyka           |
| ------------------------- | -------------- | --------------- | ------------------------- |
| 5 000 000 marek polskich  |                |                 | Emisja: 20 listopada 1923 |
| 10 000 000 marek polskich |                |                 | Emisja: 20 listopada 1923 |

#### Wzory
| Nominał                   | Awers banknotu | Rewers banknotu |
| ------------------------- | -------------- | --------------- |
| 5 000 000 marek polskich  |                |                 |
| 10 000 000 marek polskich |                |                 |

## Fałszerstwa

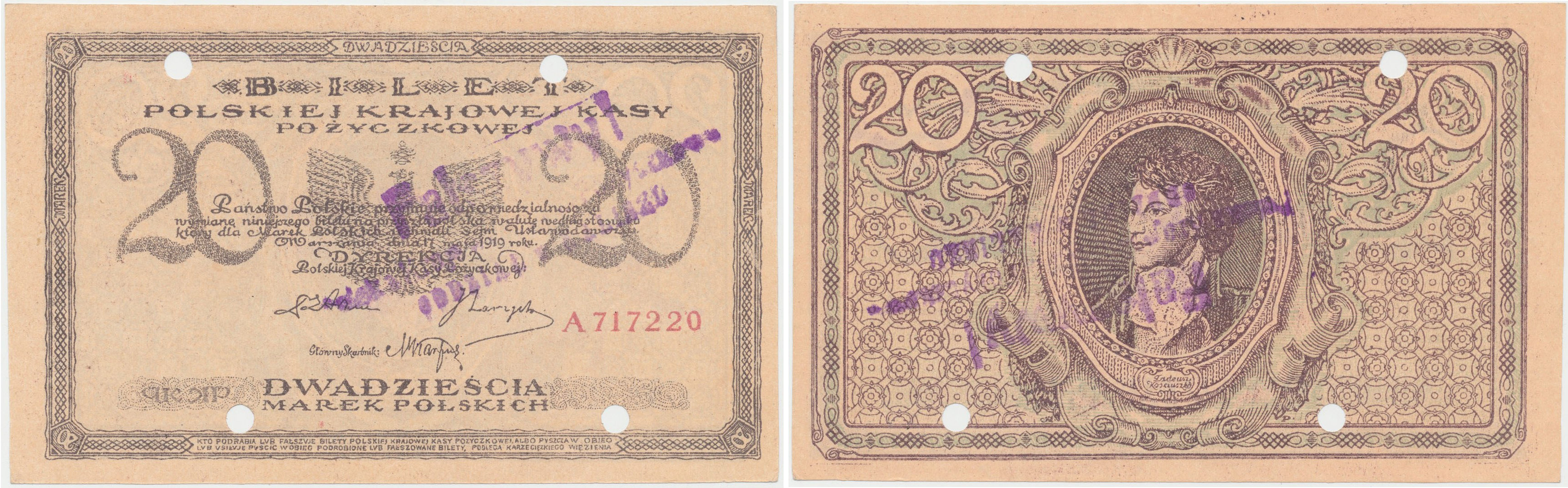
Fałszerstwo dwudziestomarkówki 1919
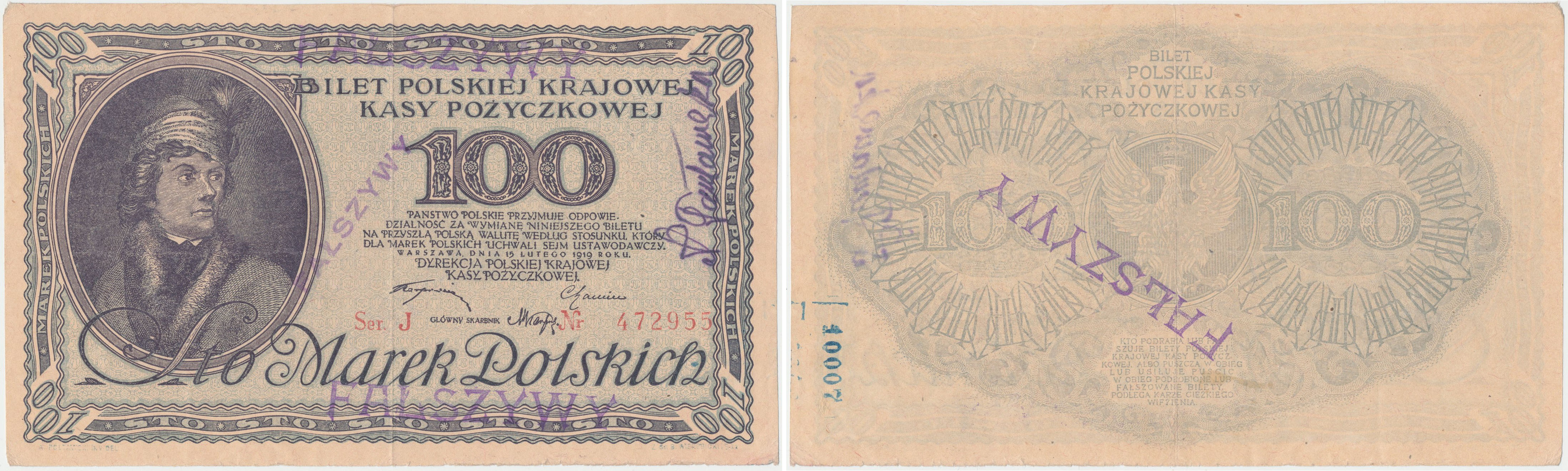
Fałszerstwo stumarkówki 1919
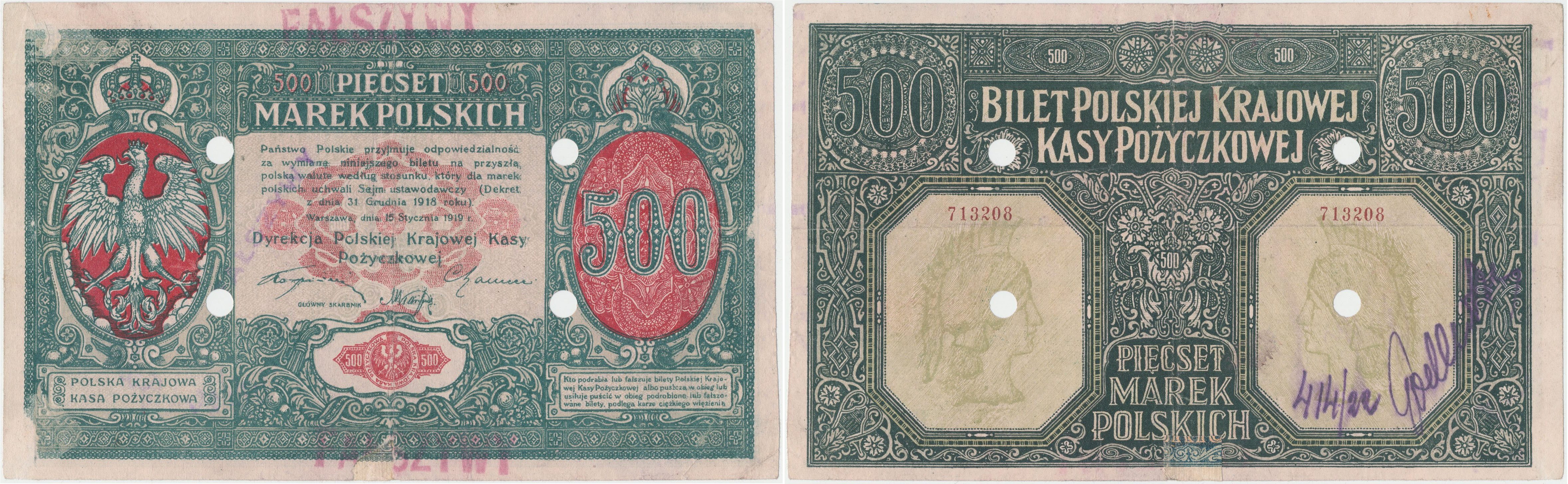
Fałszerstwo pięćsetmarkówki 1919
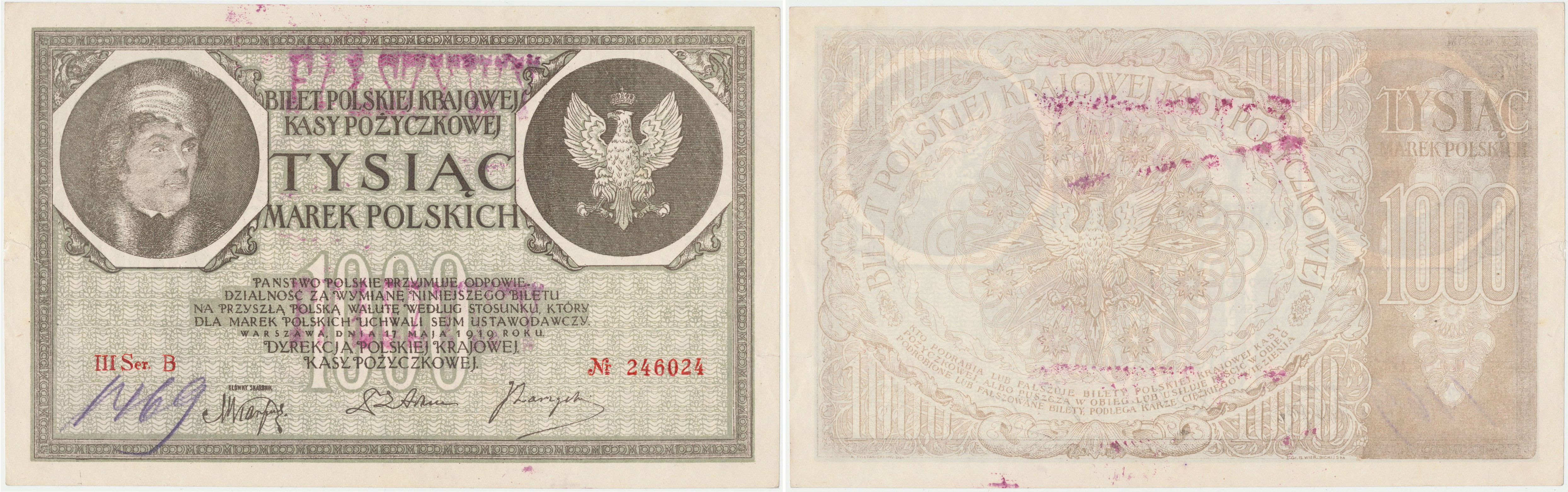
Fałszerstwo tysiącmarkówki 1919
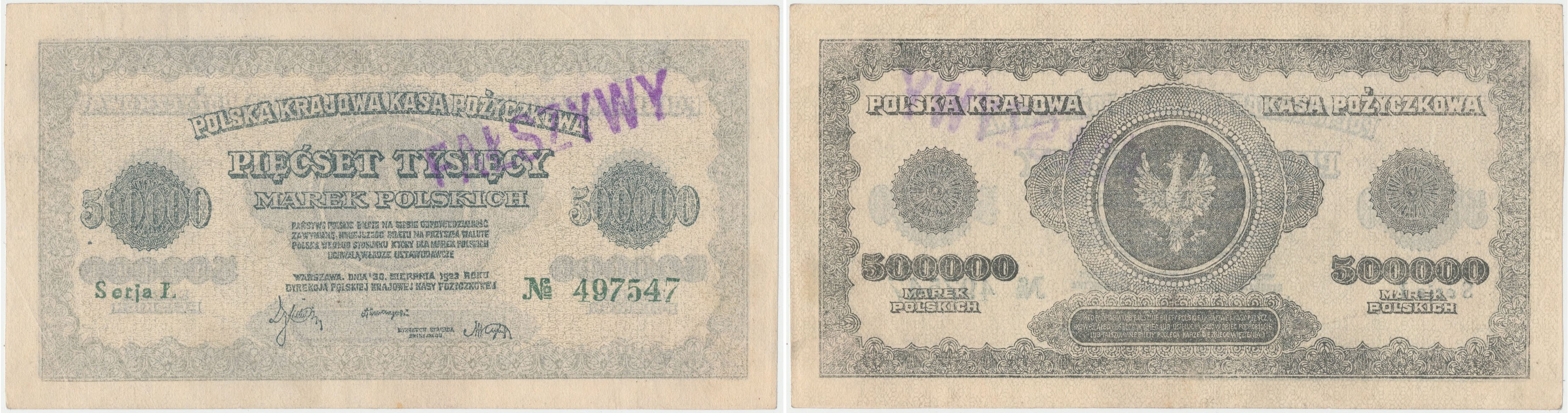
Fałszywe 50 000 marek polskich
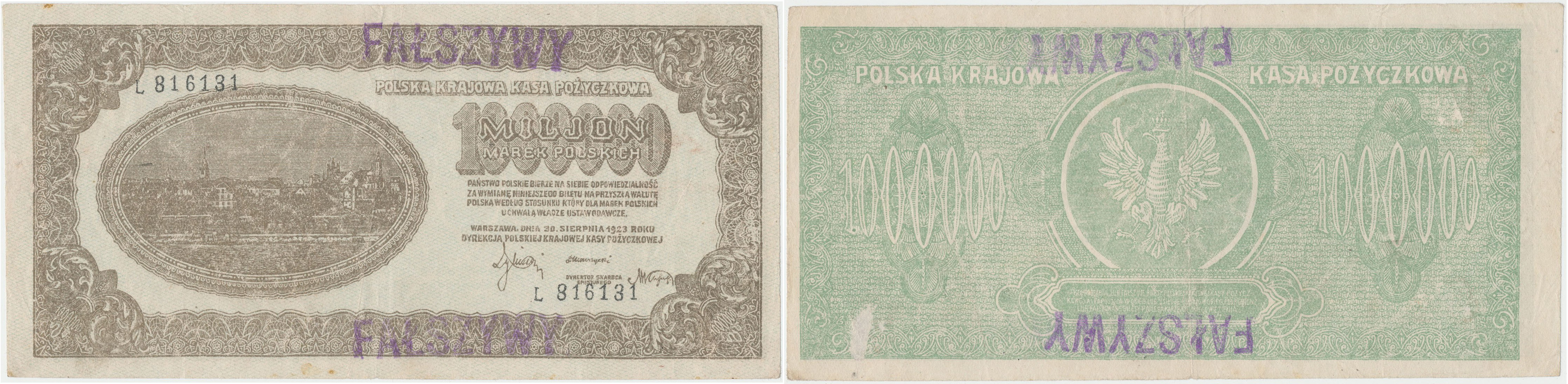
Fałszywy 1 000 000 marek polskich
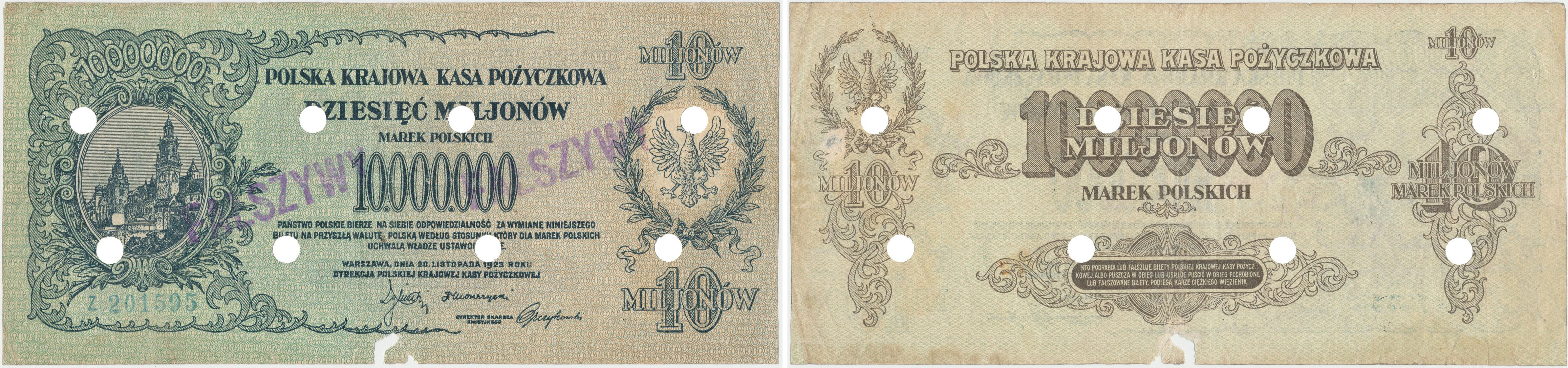
Fałszywe 10 000 000 marek polskich